# Sarcoglottis schwackei
Sarcoglottis schwackei là một loài thực vật có hoa trong họ Lan. Loài này được (Cogn.) Schltr. miêu tả khoa học đầu tiên năm 1920.